# John Holdren

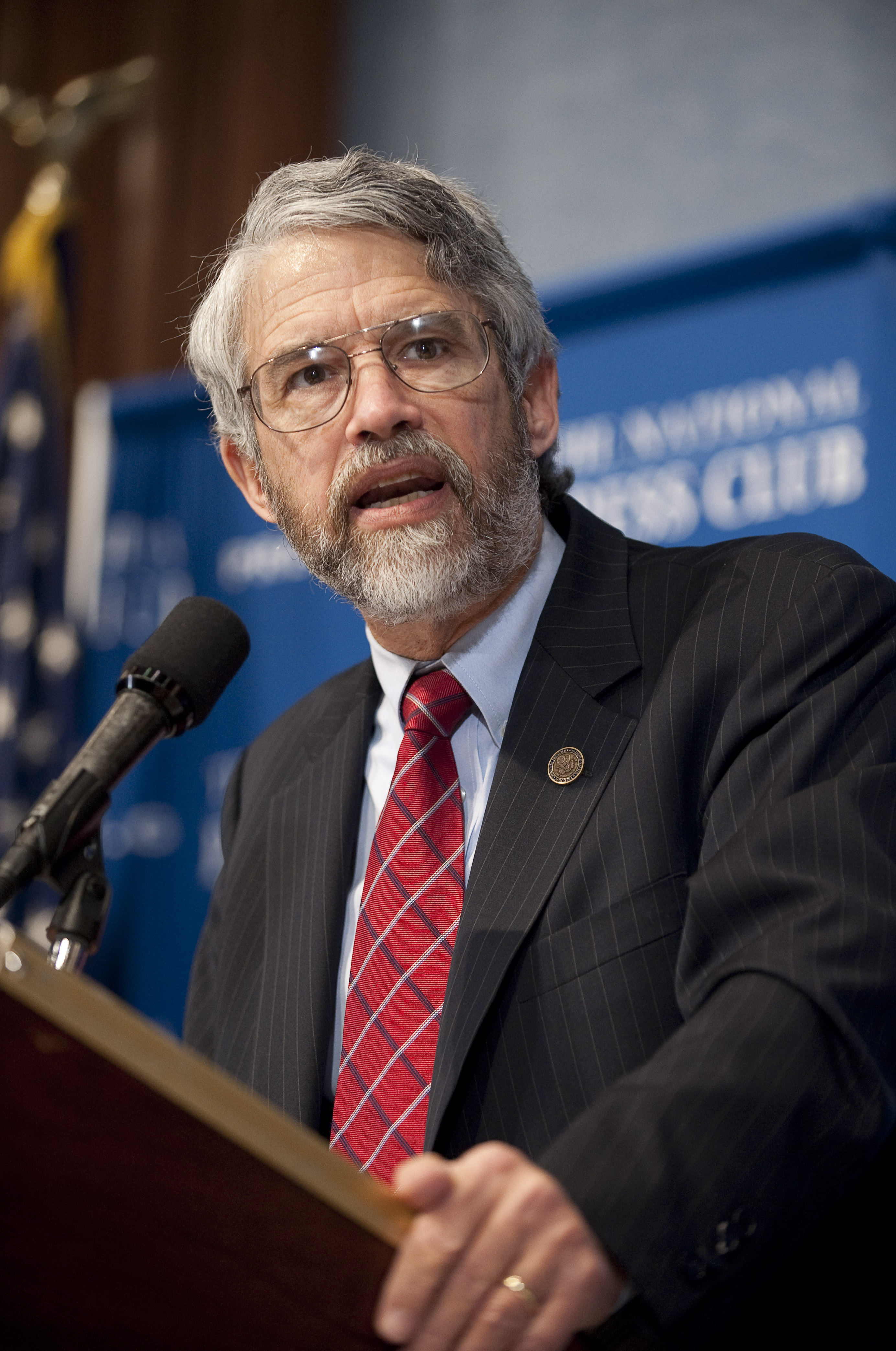

John Paul Holdren (Sewickley, Pensilvânia, 1 de março de 1944) é o conselheiro sênior do ex-presidente dos Estados Unidos Barack Obama em questões de ciência e tecnologia através de seus papéis como Assistente do Presidente para Ciência e Tecnologia, Diretor do Escritório da Casa Branca de Políticas de Ciência e Tecnologia e Presidente do Conselho do Presidente de Conselheiros em Ciência e Tecnologia (PCAST).
Holdren era anteriormente o Teresa e professor de John Heinz da política ambiental na escola de Kennedy do governo na universidade de Harvard, diretor do programa da ciência, da tecnologia, e da política pública no centro Belfer da escola para a ciência e os assuntos internacionais, eo diretor de O Woods Hole Research Center.

## Vida e educação
Holdren nasceu em Sewickley, Pensilvânia.
Holdren estudou em Harvarde na Universidade da Califórnia em Berkeley. O seu trabalho foi nas causas e consequências das alterações ambientais globais, controlo da população, tecnologias e políticas energéticas, formas de reduzir os perigos das armas nucleares e da política científica e tecnológica. Ele também tomou medidas para contextualizar o atual desafio energético dos Estados Unidos, observando o papel que a energia nuclear poderia desempenhar.
De 1993 a 2003, foi presidente do Comitê de Relações Internacionais Segurança e Controle de Armas da Academia Nacional de Ciências e Co-Presidente do Comitê Nacional bipartidário de Política Energética de 2002 até 2007. Holdren foi eleito Presidente da Associação Americana para o Avanço da Ciência (AAAS) (2006-2007).
Holdren serviu como um dos assessores de ciência do presidente Bill Clinton (PCAST) de 1994 a 2001. Oito anos mais tarde, o presidente Barack Obama nomeou Holdren para sua posição atual como conselheiro de ciência e diretor do Escritório de Política de Ciência e Tecnologia em dezembro de 2008, e ele foi nomeado em 19 de março de 2009, por um voto unânime no Senado. Ele declarou ao comitê de sua nomeação.
| “ | Eu não acredito que o governo deve ter um papel na determinação do tamanho ótimo da população. | ” |